# 東加地理

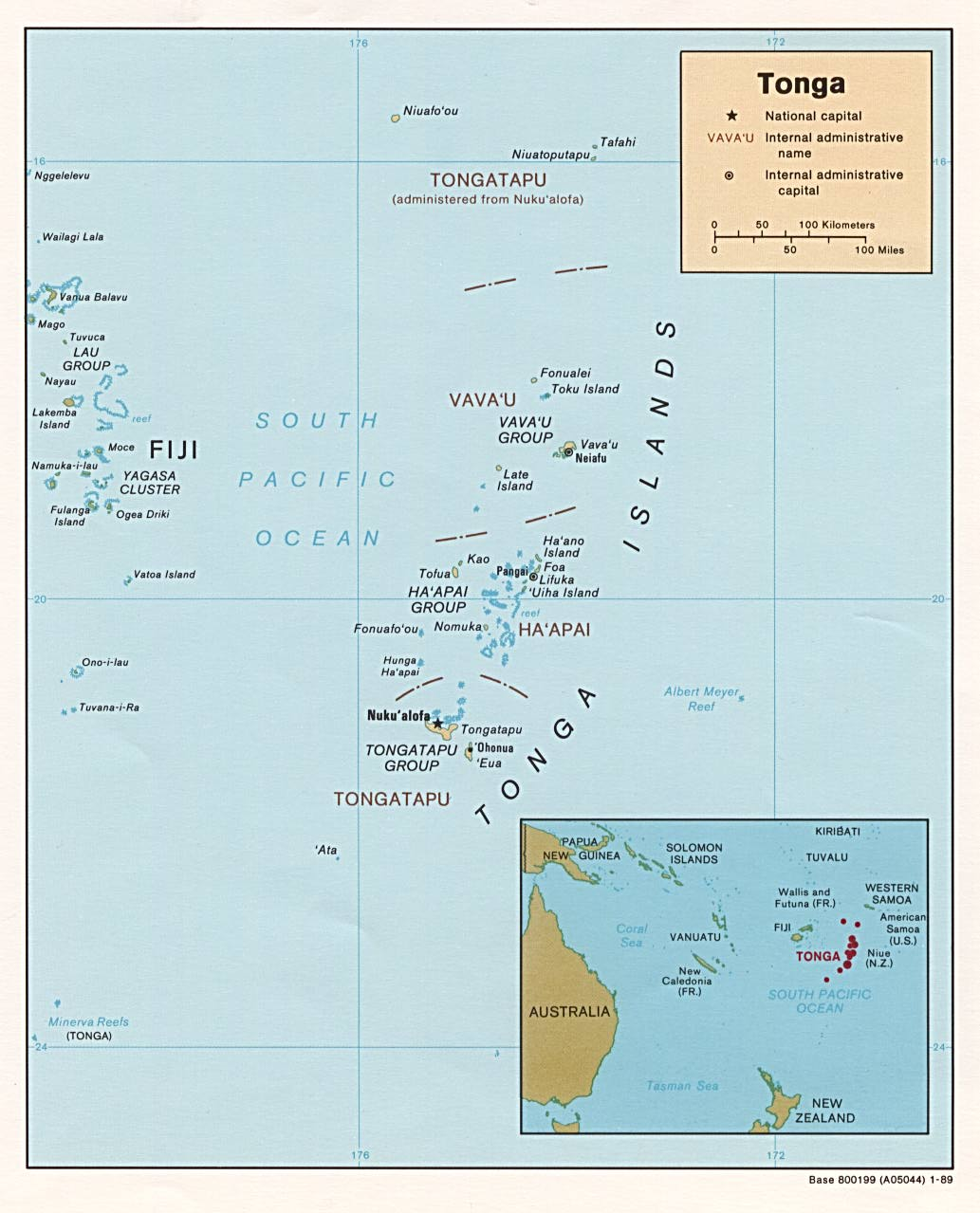
東加地圖

東加是大洋洲的一個群島國家，地處南太平洋，薩摩亞南側。東加由169個島嶼構成，其中36個有人居住。東加的國土面積僅有747 km2（288 sq mi），但其專屬經濟區的面積排名世界第40位，達659,558 km2（254,657 sq mi）。東加的氣候屬於熱帶氣候。東加的最高點位於卡奥岛，高1,033公尺。